# 克莱门特学院

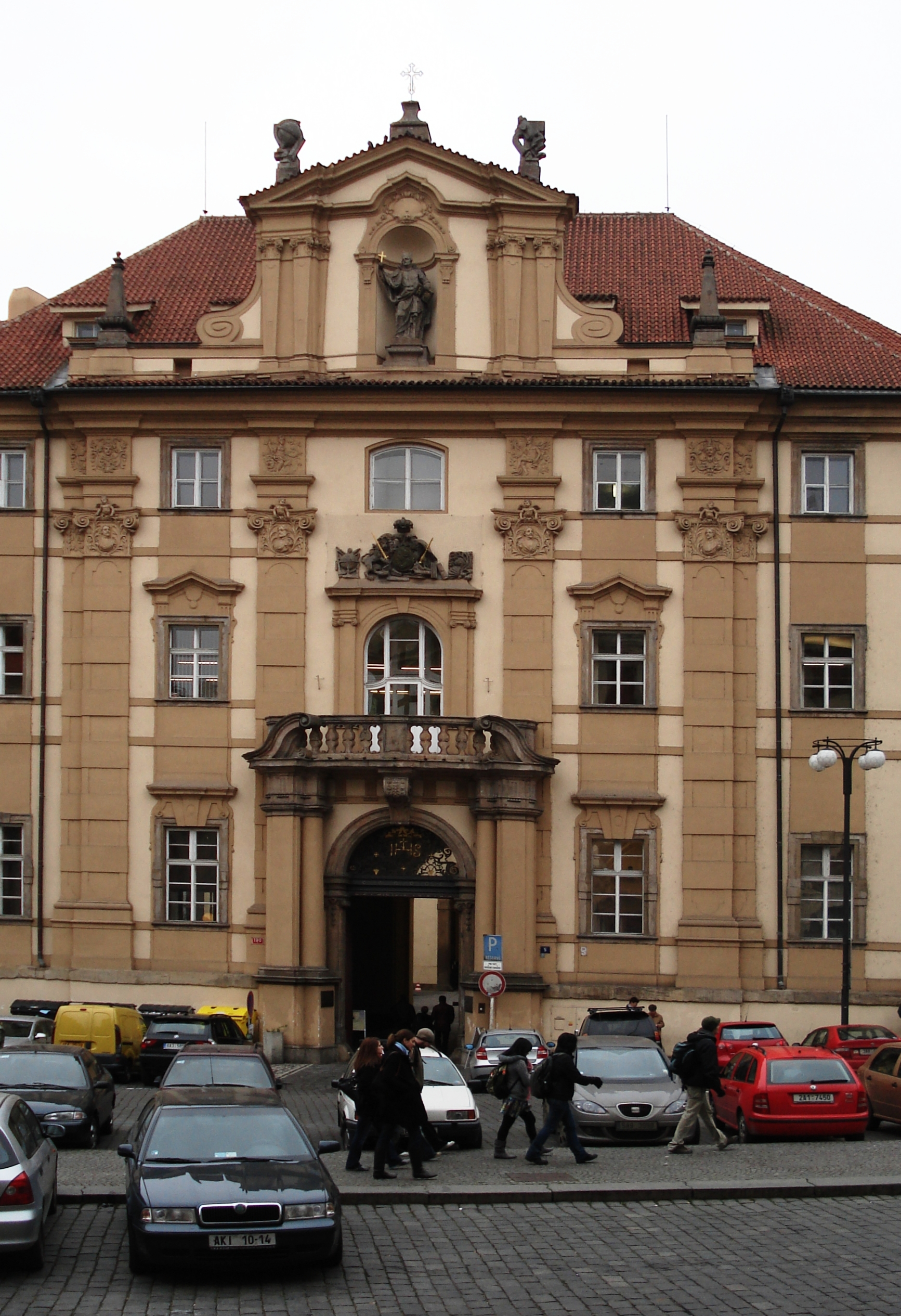
东部入口

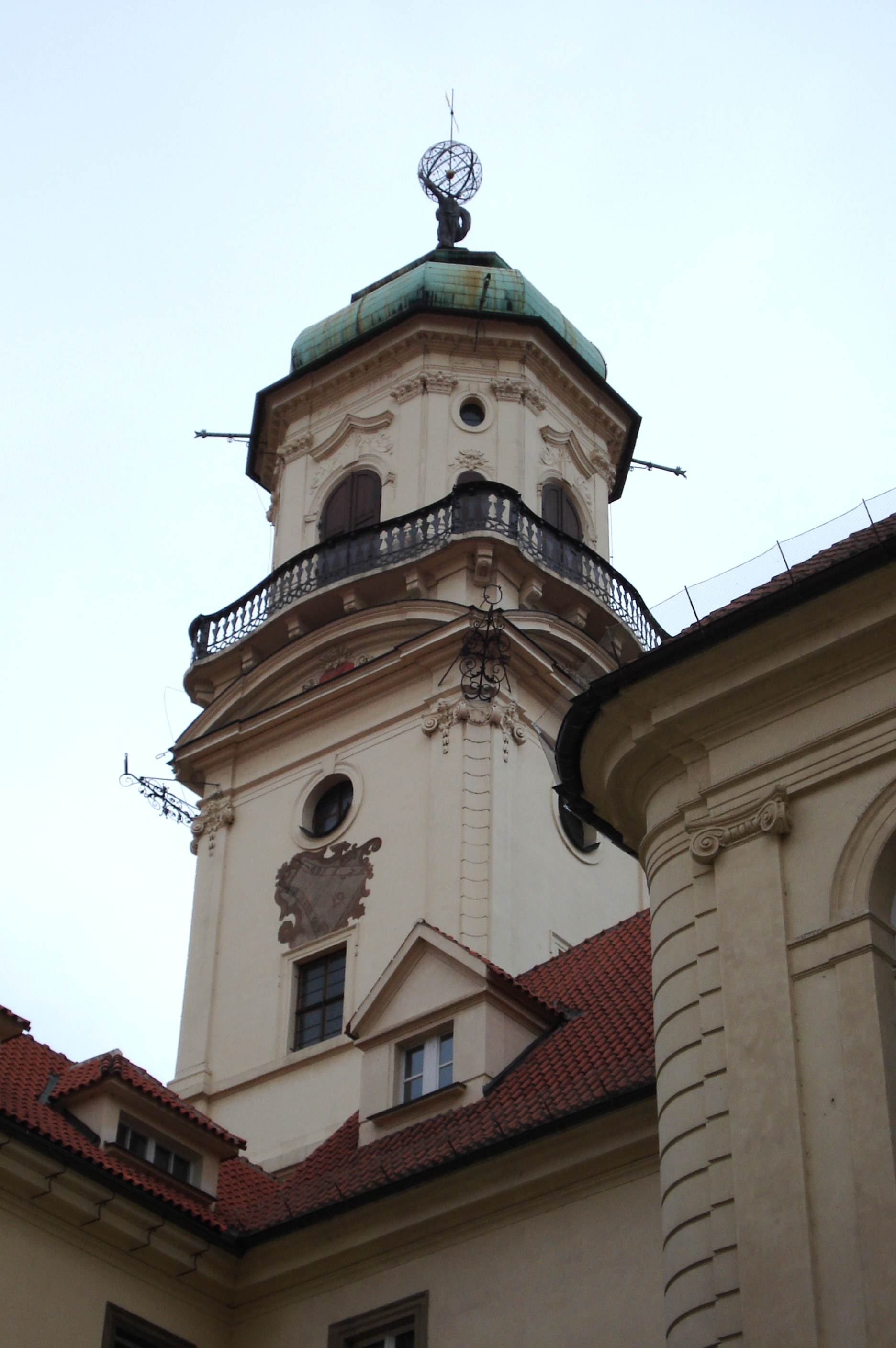
天文塔

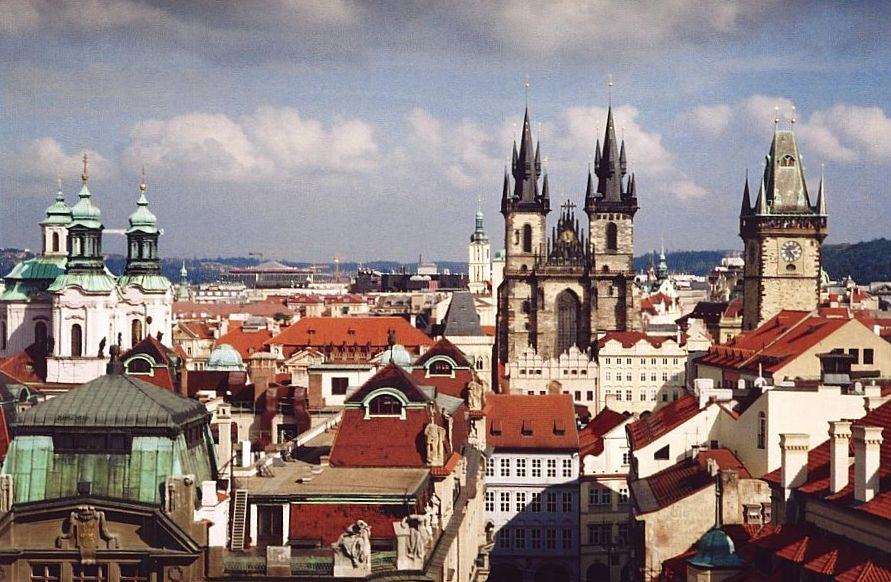
从克莱门特学院看到的布拉格风光

克莱门特学院（Klementinum）是捷克首都布拉格市中心的一组历史建筑群，目前用作捷克的国家图书馆。
克莱门特学院的历史可以追溯到11世纪一座朝拜圣克莱门特的小圣堂。在中世纪，多明我会建立了一座修道院，在1556年改为耶稣会大学。1622年，耶稣会将查理大学的图书馆转移到克莱门特学院，而学院在1654年并入了查理大学。耶稣会的存在直到1773年，那时奥地利女皇玛丽亚·特雷莎将克莱门特学院建成一座天文台、图书馆，和大学。
国家图书馆成立于1781年，自1782年克莱门特学院成为一座法定收藏图书馆。
1918年，新成立的捷克斯洛伐克接管了图书馆。1990年起，它成为国家图书馆。
克莱门特学院的建筑是巴洛克建筑的重要实例，面积达20,000平方米，是布拉格的第二大建筑群，仅次于布拉格城堡。
该图书馆藏有莫扎特作品，以及有关第谷·布拉赫和夸美纽斯的物品，以及捷克文学的历史资料。
今天建筑群内设有国家、大学和科技图书馆。市立图书馆也位于附近的 Mariánské Náměstí。
2006年的前几年，进行了一场关于扩大未来图书馆藏书空间的可能性辩论，因为预计到2010年，克莱门特学院的建筑空间将达到极限。2006年1月10日，布拉格当局决定将城市拥有的布拉格中心附近列塔Letná 的产业出售给国家图书馆。2006年春天，进行了新大楼的国际建筑设计竞赛。赢得了这场比赛的建筑师是扬·卡普利茨基。新大楼预期在2010年落成。
2005年，捷克国家图书馆被联合国教科文组织列为世界记忆项目。
克莱门特学院一度曾是世界第三大耶稣会大学。
今天捷克地区最早的气象记录于1775年始于克莱门特学院，并一直持续至今（details in Czech and English).